# Obra dramática de Santiago Rusiñol

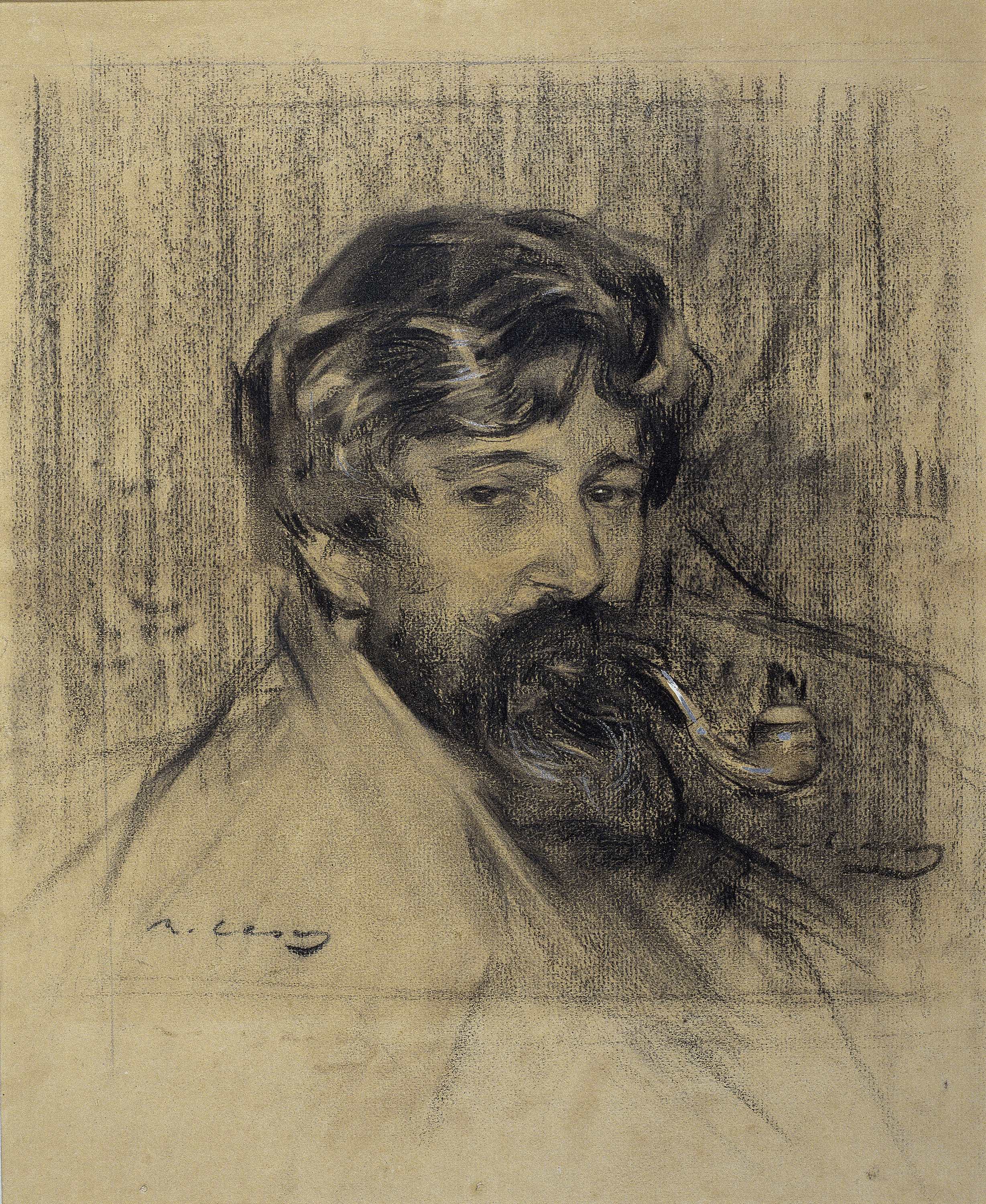
Santiago Rusiñol, retratado por Ramón Casas.

Santiago Rusiñol (Barcelona, 1861-Aranjuez, 1931) fue un artista completo: pintor, actor, dramaturgo, literato, músico, narrador, crítico, comentarista y uno de los máximos exponentes de la bohemia modernista. En su faceta de dramaturgo contribuyó a la construcción de la cultura catalana de la modernidad gracias a la mirada crítica y distanciada que proporciona sobre la sociedad coetánea y a su construcción de la imagen del artista moderno, de la que él es paradigma. De hecho, podemos considerar a Rusiñol como el gran renovador teatral, al introducir las novedades parisinas y superar la concepción sobre el teatro que se tenía en Cataluña, donde las obras no habían conseguido superar el costumbrismo más localista y donde el teatro era visto como un simple entretenimiento y espacio de encuentro para fomentar las relaciones sociales. Se atrevió con todas las formas teatrales: monólogos, teatro lírico, dramas, melodramas, sainetes, teatro de marionetas y vodeviles, y pasó por distintas etapas hasta su consagración definitiva como mito de la escena catalana.

## La entrada al mundo del teatro: primeros monólogos

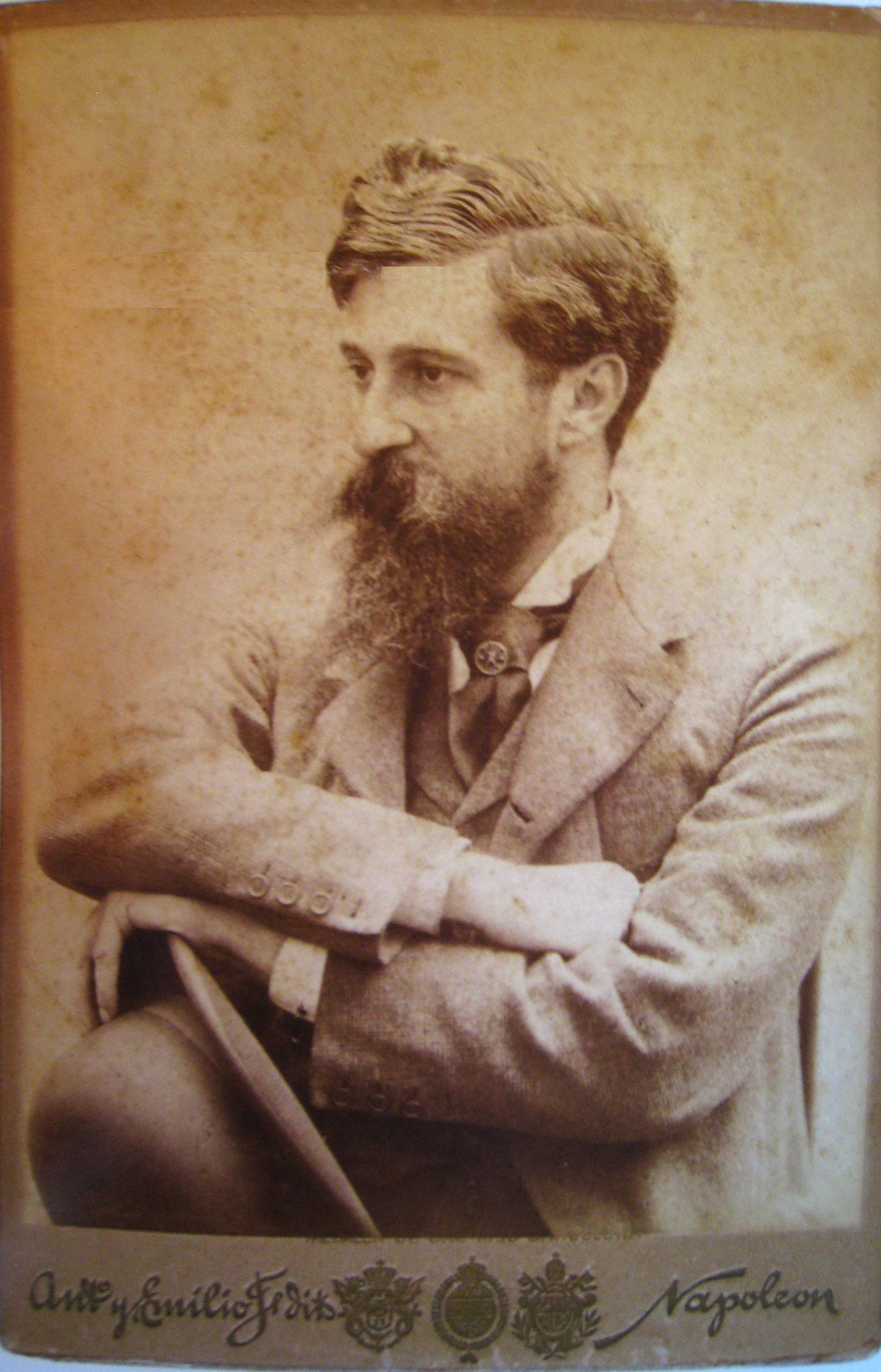
Santiago Rusiñol i Prats

Santiago Rusiñol fue un aficionado al teatro y a la ópera desde su juventud. Se inició como actor en talleres, casas particulares  y balnearios, a los que acudía a menudo y donde se celebraban espectáculos teatrales en los ratos de ocio. Precisamente conocería a su esposa Lluïsa Denís en una velada teatral en la que ambos interpretaban los papeles protagonistas de la obra de Eduard Aulés i Garriga (1839-1913) Cinc minuts fora del món. Esa faceta de actor la mantendría toda la vida y existen numerosas anécdotas que cuentan su afición por el disfraz y la interpretación de pequeños papeles en tertulias íntimas con sus amigos.
Los inicios como dramaturgo de Rusiñol hay que situarlos en los años noventa del siglo XIX, en un momento en el que el teatro catalán se encontraba en una situación de transición. Habían desaparecido los autores que habían dominado buena parte del siglo, como Frederic Soler “Pitarra” (1839-1895) o Eduardo Vidal Valenciano (1838-1899), y Cataluña empezaba a recibir nuevas influencias de origen europeo, realistas y simbolistas, inspiradas por autores como el noruego Henrik Ibsen (1828-1906) o el belga Maurice Maeterlinck (1862-1949). 
Las primeras obras teatrales de Rusiñol fueron concebidas desde su estancia parisina, donde tenía la oportunidad de conocer las últimas tendencias dramáticas y asistir frecuentemente al teatro. Se inició como dramaturgo escribiendo monólogos, es decir, piezas breves en un acto interpretadas por un solo actor.
La primera de estas obras fue L'home del orgue, estrenada en 1890 en el Teatro Novedades y publicada, poco después, en L'Avenç. Estaba dirigida por el crítico José Yxart (1852-1895), y protagonizada por Lleó Fontova (1838-1890), actor consolidado y conocido por ser uno de los fundadores de la compañía teatral “La Gata”, junto a Frederic Soler y Joaquim Dimas i Graells. La obra giraba en torno a las peripecias de un vagabundo que perdía, en unos cuantos tijeretazos, su principal fuente de ingresos: una barba y una larga cabellera blancas que le habían convertido en un modelo solicitado. A pesar del trasfondo amargo de la pieza, caricatura de la miseria humana, el público la interpretó en clave humorística y tuvo un gran éxito, permaneciendo siete días consecutivos en cartel.
Otros monólogos coetáneos de características similares pero que no tuvieron tanto éxito fueron El sarau de la Llotja, El bon caçador i Els planys d’en Joan Garí.  Herederos de la tradición pitarresca, estas breves piezas se caracterizan por los chistes, la caricaturización de los personajes, los dobles sentidos, el juego de palabras, la confusión entre el sentido literal y el figurado y, sobre todo, por el empleo del “catalán que se habla”, con el uso de términos chabacanos con la finalidad última de épater la bourgeoisie. 
Así, a partir de este momento la figura del burgués, se convertirá en omnipresente en su obra y culminará años después con su “obra maestra” L'auca del senyor Esteve. Para este genio teatral el burgués se caracterizaba por ser un hombre de poca cultura, preocupado por los negocios por encima de cualquier otra cuestión, que juega a la bolsa -mecanismo regulador de la nueva sociedad burguesa, que el llamará “gente de bien”-, y absolutamente pendiente del “qué dirán”. 
Estos primeros monólogos serán prefiguraciones de su teatro posterior y una primera muestra de su interés por la realidad social, que nunca abandonará su obra.

## Teatro nuevo: el estreno deLa Intrusa
A finales del siglo XIX se había puesto de moda una corriente simbolista y decadentista que había sustituido al realismo y naturalismo previos. Esta nueva corriente se caracterizaba, entre otros aspectos, por la primacía de la idea y la sensación sobre la realidad y por la consideración del arte, no como una práctica, sino como una forma de vida, una ética propugnada por el artista, que deviene sacerdote del arte.
Rusiñol, que vivió la explosión del simbolismo en su estancia parisina, se convirtió en el introductor de esta corriente en Cataluña con la organización del estreno de La Intrusa de Maurice Maeterlinck en la segunda fiesta modernista de Sitges, en 1893. La escenografía de la obra, cuya temática gira alrededor de la muerte, fue emprendida por el propio Rusiñol, encargado, a su vez, de llevar a cabo el memorable discurso de presentación. La obra fue traducida al catalán por Pompeu Fabra (1868-1948) y dirigida por Raimon Casellas (1855-1910). Los actores, entre los que estaban el propio Rusiñol y Casellas, eran amateurs, y por tanto “vírgenes de la nefasta influencia de la declamación grandilocuente y artificiosa que caracterizaba a las compañías profesionales y que era absolutamente incompatible con el tono contenido que reclamaba el drama maeterlinckiano”. A su vez, se dignificó el espectáculo con la prohibición del uso de sombrero durante la representación, la imposición de silencio, que permitía reducir considerablemente el timbre de la voz, y el apagado de las luces. 
La obra, carta de presentación de los modernistas, fue interpretada una única vez para un grupo de iniciados que se convirtieron en los testigos de la nueva revolución teatral en Cataluña, impulsada por ellos. Tras su estreno, Rusiñol se convirtió en el líder del nuevo movimiento, el modernismo, término empleado por primera vez por los propios modernistas con el que pretendían significar que por encima de preferencias estéticas e inclinaciones ideológicas, se mostraban unidos con el propósito de modernizar la cultura y la sociedad catalana, retrógrada y localista, frente a la cultura del resto de Europa, mucho más desarrollada.
Rusiñol personificará el paradigma del artista decadente consagrado a la religión del arte, que entenderá como una forma de vida y cuyo templo será su casa-taller de Sitges, el Cau Ferrat. Allí acudirán sus feligreses, el grupo de modernistas de L'Avenç, formado por Raimon Casellas, Joan Maragall, Jaume Brossa, Juan Cortada, Jaume Massó i Torrents y Pompeu Fabra, entre otros, que, cada cual con su idiosincrasia, se aglutinaban en torno a su maestro espiritual, el “artista sincero”, encargado de renovar “el espíritu debilitado del arte moderno catalán”.
A partir de ese momento Rusiñol comenzó a tomarse muy en serio su faceta literaria que, siguiendo los presupuestos del simbolismo y el wagnerianismo, quedaba totalmente integrada en la concepción totalizadora del hecho artístico que caracterizará al Modernismo. 
A pesar de que entre 1893 y 1898 Rusiñol no escribió textos propiamente teatrales, su producción de aquellos años, recogida posteriormente en Anant pel mon (1896) y Fulls de la vida (1898) suministrará de argumentos, durante muchos años, el teatro rusiñoliano, que se caracterizará siempre por tratar el tema de la situación y el sentido del artista dentro de la moderna sociedad burguesa, con unos claros tintes autobiográficos que conllevarán a la confusión entre su vida pública y privada.

## La etapa simbolista

### L'alegria que passa(1897)

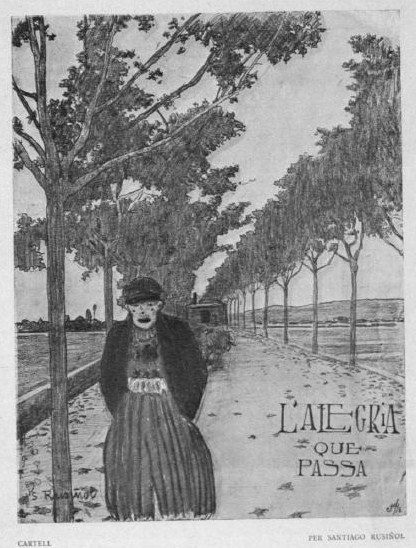
Cartel de L'alegria que passa (1898).

Tras el estreno de La Intrusa el teatro modernista encabezado por Rusiñol mantendrá cada vez una mayor relación con la causa catalanista. Un ejemplo de este hecho lo hallamos en la fiesta modernista de 1894, en la que se llevará a cabo un intento de modernización de los Juegos Florales y de los certámenes literarios y poco a poco el Cau Ferrat comenzó a ser visto como la meca del regeneracionismo catalanista. Otro ejemplo de gran envergadura fue el intento de crear una tradición de teatro lírico catalán, que se materializó con el estreno de la ópera La fada, con libreto de Jaume Massó i Torrents y música de Enric Morera, que gozó de un gran éxito entre el público catalanista.
El propio Rusiñol hizo su particular aportación al teatro lírico con su primera pieza larga, y una de sus piezas cumbre, L'alegria que passa, obra en un acto, escrita en 1897. Esta obra era ya plenamente simbolista en su vertiente más decadentista, y respondía al concepto regidor del Modernismo de obra de arte total por la integración que hacía de los diferentes lenguajes artísticos (pintura, música y poesía). 
El argumento gira en torno a la temática recurrente de Rusiñol: «la irreversible marginalidad del artista en el seno de la moderna sociedad burguesa, una vez se ha servido de él y de su obra como bálsamo y consuelo del espíritu moderno, enfermo de progreso y desprovisto de cualquier esperanza de redención». La trama sucede en un pueblo donde nunca pasa nada, al que llega de repente una troupe ambulante de artistas de circo, que se detiene durante un instante brevísimo y espabila a las gentes, dormidas en su existencia. El ambiente tedioso y amodorrado está sugerido por la gran riqueza de adjetivos así como por la melodía. La sociedad burguesa está simbolizada por el pueblo y sus habitantes; y el artista, por el carro de la bohemia, donde encontramos retratado al propio Rusiñol en la figura del clown que toca el tambor de la alegría. Es decir, prosa e inmovilismo frente a poesía y libertad. No obstante, la sociedad no será capaz de entender el valor de la poesía y la dejará marchar, condenándose a sí misma a la tristeza y el tedio eterno. 
Con esta obra Rusiñol está llevando a cabo un ataque directo contra una burguesía que, como señala Joan Lluís Marfany, «no era suficientemente burguesa, es decir, lo suficientemente moderna para conceder al arte y al artista el trato de privilegio que se merecían por su función social […]». Por otro lado, esta obra de Rusiñol conectaba con un público más amplio introduciendo, junto a los elementos propiamente simbolistas y decadentistas, algunos rasgos de la tradición dramática autóctona de carácter costumbrista. Así, la obra podía leerse tanto en clave simbolista como costumbrista, lo que fue asumido por la crítica como un aspecto positivo y constituyó su éxito y convirtieron la obra en un modelo para la regeneración de la escena catalana, considerada por Rusiñol como un imperativo patriótico. 
No obstante la obra no se estrenó hasta dos años después, en 1899, por la compañía Teatre Intim de Adrià Gual en el Teatre líric, pues en su momento había sido vista como una propuesta comercialmente demasiado arriesgada. Posteriormente se interpretaría de nuevo en la quinta fiesta modernista de Sitges, junto con el estreno de la obra de Ignasi Iglesias La reina del cor, con ilustraciones musicales de Enric Morera, y de Els lladres, del propio Iglesias, junto con una interpretación de Els segadors y un concierto de Joaquim Nin.
La importancia de esta pieza es fundamental, pues con ella Rusiñol se erige en estandarte de la renovación de la escena catalana, acercando al teatro catalán a la ansiada modernidad.

### El jardí abandonat(1900)
El mismo tema de L'alegria que passa, es decir, el eterno conflicto entre el artista y la sociedad, la poesía y la prosa, y el espiritualismo y el materialismo, será tratado en El jardí abandonat (1900).
Esta obra, la más genuinamente simbolista de Santiago Rusiñol, es una pieza lírica en la que el jardín representaría ese mundo poético ideal, ese paraíso inmaterial y atemporal del artista, que se ve amenazado por el mundo cotidiano, la prosa, la sociedad consumista y carente de espíritu. 
Los personajes han de leerse en clave simbólica. La esencia de la poesía estaría personificada por las tres protagonistas femeninas de la obra: la Marquesa, su nieta Aurora y la camarera Gertrudis. Sobre todo Aurora, que se casa simbólicamente con el jardín, al haber rechazado a sus pretendientes. Uno de ellos es Lluís, un joven prometedor que personifica el progreso y que quiere abrir las puertas al mundo a Aurora. Esta, al despedirse de él, le regalará una flor, que simboliza el diálogo entre ambos mundos, pues el mundo moderno necesita a la poesía como bálsamo y consuelo. Lo mismo ocurre con el otro protagonista masculino, Ernest, que viene a ser el alter ego de Rusiñol, pues es un artista vital e intelectual ligado al mundo de la prosa que tendrá que renunciar a la mujer-poesía, pero que se consolará sabiendo de su existencia. 
Con esta obra, por tanto, Rusiñol muestra una conciliación entre la prosa y la poesía. El carácter místico y mágico del jardín, se ve acentuado por el coro de hadas que abre y cierra la obra, y la estética decadentista se observa, entre otros aspectos, en la creación de los mencionados personajes y en la inclusión de algunos episodios contados desde una perspectiva refinada y enfermiza muy del gusto maetrelinckiano, además de en la concepción del jardín como un cementerio por su atmósfera silenciosa y crepuscular y su aspecto de ruina y abandono.
El libreto de la obra se publicó primeramente por L’Avenç y poco después se llevó a cabo la primera lectura pública por Adrià Gual (1872-1943) en la Sala Parés, en el marco de una exposición de Ramón Casas (1866-1932), que por aquel entonces ya era el pintor favorito de la burguesía, con decorado y música de Joan Gay (1867-1926). La lectura tuvo un éxito total de público, lo que demuestra que poco a poco se había logrado asentar el reconocimiento del artista moderno. No obstante, por motivos poco claros, la obra no llegó a estrenarse hasta muchos años después, en 1926, cuando la figura de Rusiñol había alcanzado el estatus de mito viviente.

### Cigales i formigues(1907)
La obra Cigales i formigues, a diferencia de El jardí abandonat, sí que fue estrenada dentro de la campaña del Teatre Líric Català. Ambientada en la Edad Media, en este caso la dualidad artista y sociedad está simbolizada por insectos: el papel del artista estaba representado por las cigarras y las aburridas hormigas simbolizaban a la sociedad vacía de espíritu. 
Las cigarras encabezadas por L’ Ermità, se hallan situadas en la cima de la montaña, y se dedican a cantar y dialogar, consagrando su vida al culto a la belleza/divinidad, mientras que las hormigas, habitantes del llano, encabezadas por En Vianda, llevan a cabo ocupaciones físicamente más productivas, pero, según la visión que nos da la obra, despreciables. En un momento determinado, las hormigas, que habitualmente rechazan a las cigarras, a las que consideran perezosas e improductivas, las necesitan y recurren a ellas. Suben en procesión a la cima de la montaña y en la ermita encuentran el bálsamo que necesitan gracias a la oración que el sacerdote del arte dedica a la poesía, mediante la cual entran en contacto momentáneamente el mundo de la materia y el espíritu.  La situación conflictiva que había originado esa necesidad se soluciona y cada uno vuelve a su territorio y a sus tareas. 
No obstante, queda demostrada la superioridad de los artistas, servidores de la poesía, frente a la actitud vulgar y mezquina del resto de la gente. 
Frente a L'alegria que passa y El jardí abandonat, Cigales i formigues cuenta con el elemento distorsionador del humor de tradición costumbrista ochocentista. Santiago Rusiñol había empleado este elemento en sus primeras incursiones en el teatro con sus monólogos, pero lo había ido abandonando a medida que su producción literaria se adaptaba a las nuevas circunstancias que requerían un tono culto y refinado. En esta obra lo recupera con los personajes estereotipados que protagonizan la obra, y que tienen nombres tan significativos como En Planys, El Trist, En Vida i El Cego, en el caso de los poetas, mientras que los habitantes de la llanura tienen nombres que remiten directamente a la despersonalización de la masa: L’Hereu, La Pubilla, En Vianda, En capficat. Así, la presencia de la parodia, junto con el marcado esquematismo y carácter didáctico que convierte a Cigales i formigues casi en un texto programático del modernismo, terminarán por reventar desde dentro el código simbolista.
En definitiva, estas tres obras de Santiago Rusiñol «marcaban la entrada de lleno del teatro catalán a los planteamientos modernos y revolucionarios del teatro simbolista en el que la observación de la realidad no es un fin ni mucho menos, sino un pretexto o un medio para que el símbolo vaya a influir en la multitud».

## La etapa de compromiso social
La primera década del siglo XX es de una actividad frenética para Rusiñol en el campo teatral, y marca la entrada de Rusiñol en el mundo del teatro profesional catalán. Escribió numerosas obras, algunas de las cuales las dio a conocer en lectura pública en Mallorca, donde pasaba largas temporadas: Llibertat! (1901), Els Jocs Florals de Canprosa (1902), El poble gris (1902), El malalt crònic (1902), El pati blau (1903), La feminista (1903), El prestidigitador (1903), L`héroe (1903) y El místic (1904).
En ellas Rusiñol cambia de registro y comienza a alejarse del simbolismo y a adquirir, como señala la especialista en teatro de Rusiñol, Margarida Casacuberta, “un discurso más humorístico, costumbrista, paródico y con abundantes concesiones al sentimentalismo”. Cada vez más se dirigirá al gran público, dejando de lado el elitismo de la etapa previa. Continuaba siendo, no obstante, un observador de la realidad desde una posición crítica y distanciada, y sobre todo personal, pues Rusiñol no estaba vinculado a ningún grupo político-cultural ni quería estarlo, pues sólo se debía a su arte. No obstante no pudo evitar que los críticos otorgaran a sus obras una lectura ideológica.

### Llibertat!(1901)
La primera obra que le acerca a un teatro de masas, con una tendencia más social es Llibertat, comedia en tres actos estrenada, primeramente en versión italiana, en el Teatro Novedades por la compañía Vitaliani el 21 de agosto de 1901. Después se estrenó en versión original en el  Teatre Romea en octubre. No obstante, previamente había realizado una lectura pública en el Círculo de Bellas Artes de Valencia y también en Mallorca, en la tertulia del poeta y político Joan Alcover (1854-1926). 
El argumento de la obra gira en torno al regreso de las Américas de un indiano a su tierra natal. Llega acompañado de un niño negro al que se le da el nombre de Jaumet, que la población acoge haciendo alarde de su supuesta tolerancia, aunque también es objeto de curiosidad por su exotismo. Mientras Jaumet es un niño inofensivo, el pueblo se llena de palabras como fraternidad, progreso y libertad, pero a medida que se hace mayor y le surgen inquietudes y sentimientos propios de la edad, lo comienza a ser visto como una amenaza y el pueblo comienza a desconfiar de él imposibilitando su integración. La obra, que se avanza enormemente a su tiempo, no deja de ser una crítica de la hipocresía e ignorancia de una sociedad materialista que alardea de su apertura cuando en realidad es racista, hostil y cerrada. Rusiñol dota a la trama de amplias dosis de humor y sarcasmo, convirtiendo la historia en una parodia de género, una crítica a la sociedad y sus prejuicios. 
En un momento en el que se estaba gestando la idea de la construcción de una Cataluña fuerte y poderosa que se disputaban catalanistas y republicanos, la Lliga Regionalista, y el periódico que la representaba, La Veu de Catalunya, se apropiaron de la obra de Rusiñol interpretándola a su manera. En cambio, recibió el rechazo por parte de los sectores liberales y republicanos.

### Els jocs florals de Canprosa(1902)
Poco después, en 1902, Santiago Rusiñol escribió su siguiente comedia, Els jocs florals de Canprosa, donde parodiaba la proliferación de los certámenes de poesía y el funcionamiento de estos juegos, pues siendo una fiesta destinada a las letras, se había convertido en una fiesta al servicio de la política. La obra gira en tono a un triángulo amoroso formado por Tonet, Maria y Ramon. Tonet, el “rimador de tres al cuarto”, simboliza a la falsa y banal poesía frente a Ramon, el verdadero poeta, capaz de conmover al lector y penetrar en su alma. 
Rusiñol plantea nuevamente el tema del artista que no encaja en la sociedad en esta obra que nos recuerda a las gatadas pitarrescas. La obra fue fuertemente criticada por los sectores del catalanismo conservador por considerarla como un ataque a esta institución de la catalanidad, y en cambio muy bien recibida por la oposición, que aprovechó para emplearla como un arma contra un catalanismo que consideraban fanático y retrógrado. Así, a partir de este momento Rusiñol comenzó a ser muy mal visto en los ambientes catalanistas. 
Un sorprendido Rusiñol vivió todos estos acontecimientos desde Mallorca, donde había leído su obra en la tertulia de Joan Alcover, que había sido recibida como lo que era: una parodia sin otra intención que la de hacer reír. Esta perplejidad ante las reacciones por su obra la plasmó en el prólogo de la edición de la misma, donde manifestó que su intención no había sido jamás la de criticar a la amada poesía de su tierra, sino la politización de la misma y de su fiesta, los Juegos Florales. Con esto, Rusiñol se desmarcaba de los grupos que habían utilizado su obra con fines políticos. Como hemos señalado, Santiago Rusiñol no manifestaba inclinaciones políticas y en sus obras precisamente criticaba la estrechez de unos y otros bandos.
Posteriormente publicó otras obras que se vieron afectadas por las secuelas de las ampollas que había levantado con Els jocs florals de Canprosa. Estas obras eran El poble gris, El malalt crònic, El pati blau  y los monólogos El prestidigitador y El feminisme.

### El malalt crònic(1902)
El malalt crònic, comedia de enredo en un acto, la escribió desde Mallorca, y es la adaptación de una obra narrativa breve, igual que Llibertat!. 
La obra es una sátira del comportamiento humano con una intención moral, que pretende incitar a la reflexión a través de la risa, huyendo del trascendentalismo. El escenario de la obra es un balneario, o “casa de salud” donde está el enfermo crónico, de la que acabará siendo expulsado. El instrumento del que se vale para provocar la carcajada es el lenguaje: los dobles sentidos, las frases hechas, los despropósitos y los chistes. Así, la gracia residía en el absurdo del texto: “el súmmum de una casa de salud, entendida en sentido literal, es que vaya a parar allí un enfermo crónico; el súmmum de una casa de salud, en sentido figurado es que sea el enfermo el único que no tiene cabida”.
La crítica también la recibió mal, mostrándose indignada por la falta de tacto con que se trataba el tema de la enfermedad.

### L’ hèroe(1903)
No fue hasta abril de 1903 con el estreno de L’hèroe en el  Teatre Romea, drama en tres actos que recuperó la confianza de los grupos catalanistas. En la obra el artista lleva a cabo una desmitificación de la guerra con la pérdida de las últimas colonias de Ultramar. Para el argumento de la obra se inspiró en una noticia aparecida en un periódico mallorquín, en la que se narraba el patetismo de la situación del soldado que regresaba habiendo perdido los puntos de referencia moral. Así, la obra plantea la degradación moral del protagonista, Francesc Garrido, el héroe recién llegado de la guerra de Cuba, un joven que era honrado y trabajador pero que como consecuencia del conflicto se convertirá en un cínico y un depravado.
La crítica y el público, mayoritariamente catalanista, interpretó la obra como un ataque frontal contra el militarismo, al que se oponían, y fue muy aplaudida.
A su regreso de París, Rusiñol fue recibido como el hijo pródigo: le rindieron un homenaje en el Romea, los ejemplares de dos ediciones de la obra se agotaron rápidamente y el público catalanista volvía a venerarlo.

### El pati blau(1903)

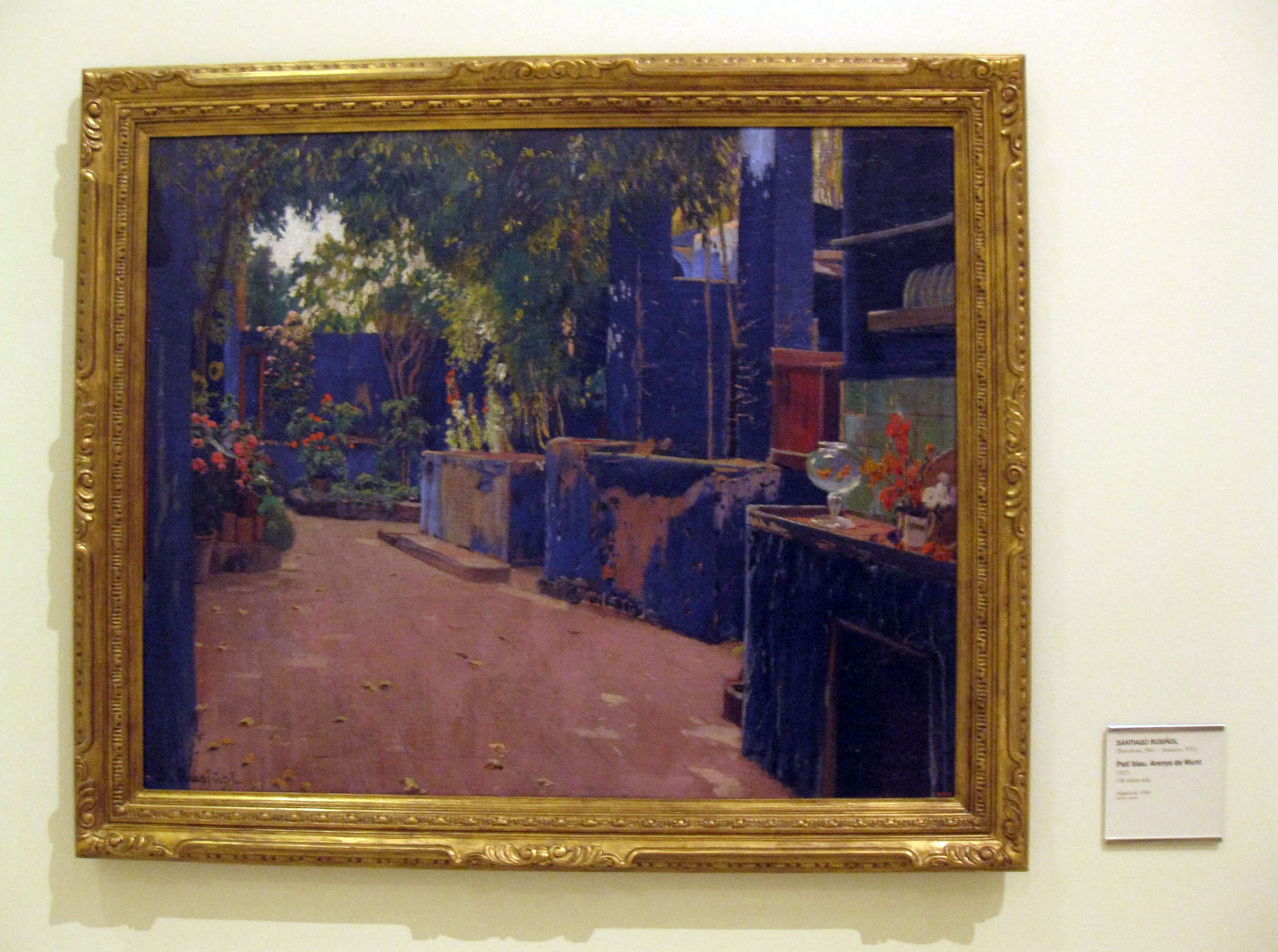
El pati blau d'Arenys de Munt.

El drama en dos actos El pati blau, se estrenó el 12 de mayo de 1903 en el Romea, aprovechando el tirón del alboroto generado por L'hèroe. Está basada en un cuento suyo del mismo título, que a su vez hace referencia a una de sus pinturas, y en ella Rusiñol prescinde del humor y de los temas de actualidad que pudieran provocar una reacción “personal” de los espectadores, y la dota de sentimentalismo para conectar con el gran público.
Es una tierna historia de amor entre un joven pintor, Jacinto, que queda cautivado por la luz de un patio azul y decide pintarlo, y Agna-Rosa, joven que vive en una de las casas que dan al patio. La muchacha está enferma de tuberculosis, moribunda, pero Jacinto no puede evitar enamorarse de ella. La joven y su madre reciben la ayuda interesada de un pariente indiano que quiere quedarse con la casa cuando Agna-Rosa muera, pero el pintor le echará de allí, al darse cuenta de sus intenciones. Por su parte, el personaje del médico hace de contrapunto de Jacinto, alertándole del peligro de enamorarse de la joven, en el primer acto, y en el segundo cuando arremete contra las “vaguedades de artista” que impiden al pintor vivir plenamente la realidad.
Con esta obra Rusiñol regresa de nuevo al decadentismo de El jardí abandonat y a su temática de oposición entre poesía y prosa, la materia y el espíritu, el arte y la realidad. No obstante, el artista en esta obra ya no es un ser superior, pues la prosa ha vencido al mundo del ideal y la sociedad acaba aniquilando al individuo. El decadentismo pasa a ser un recurso puramente melodramático, no simbólico, y el ambiente maeterlinckiano que rodeaba a algunos personajes aquí queda sustituido por el costumbrismo. De esta forma conectará con el público y pasará a convertirse en “autor de moda”.

### El místic(1903)
En aquellos momentos, la idea de artista e intelectual que se había erigido durante el Modernismo, con Santiago Rusiñol como su principal representante, estaba cambiando, y se estaba reformulando con el ascenso de una nueva élite cultural que comenzaba a hacerse oír con fuerza. Los nuevos valores del artista pasaban a ser: eficacia, perfección, obediencia y rigor. En cambio, Rusiñol consideraba todos estos aspectos corsés y limitaciones para poder llegar al público, y pese a que estaba lejos de ser el artista innovador de sus comienzos, continuaba defendiendo los valores del artista modernista que siempre había proclamado: el genio, la independencia, la espontaneidad, la libertad y la sinceridad.
Estos valores del artista se verán reflejados en El místic, drama por antonomasia de Rusiñol, estrenado en 1903.  En esta obra lleva al extremo su tendencia a retratar en la escena temas de la más rabiosa actualidad, introduciendo, a ser posible, la polémica. En este caso se centra en la tragedia del artista modernista y en la permanente incomprensión que sufre por parte de la sociedad, relacionándolo, en esta ocasión, con la muerte de Jacinto Verdaguer, que había acontecido un año antes, y que para Rusiñol es la encarnación del genio que había sufrido la incomprensión de la sociedad. 
El protagonista es Mossèn Ramon, interpretado magistralmente por Enrique Borrás, primer actor y director del Teatre Romea, que viene a ser el alter ego de Jacinto Verdaguer (1845-1902). Se trata de un poeta que dedica toda su vida a ejercer la caridad con los pobres y los más necesitados y, sin quererlo, entra en toda una red de intereses que acaba por asfixiarlo, tal y como le pasó a Verdaguer en los últimos años de su vida. El poeta lucha contra la falsedad de la sociedad materialista, egoísta y gris y esta sociedad le tilda de loco. Otro de los protagonistas es Miquel, idealista que también lucha contra la masa, la sociedad hipócrita, pero que acaba muriendo defendiendo su causa. Las otras dos protagonistas de la historia son Marta, la enamorada de Miquel, y Francisca, la madre de Mossèn Ramon, y único personaje que evoluciona en la historia. El resto son personajes claramente estereotipados: la Baronesa, la presidenta de las Damas, el Poeta católico, el Diputado liberal, etc.
El objetivo de Rusiñol con la obra, es por tanto, ensalzar la figura del poeta Verdaguer como modelo de artista, víctima de la incomprensión y la hipocresía de la sociedad, y, al mismo tiempo, la importancia de la rebelión, la independencia de criterio y el derecho a la diferencia. En definitiva: la libertad del genio. En esta obra ya no hay elementos humorísticos como venía siendo habitual en el teatro de Rusiñol; únicamente se dan concesiones a la ironía cuando esa sirve como denuncia de las injusticias.

## Las concesiones al gran público
A partir de El místic, Santiago Rusiñol emprendió el camino sin retorno a la realización de obras de divertimento destinadas al gran público como Els punxasàrries (1904), El bomber (1904), L'escudellòmetro (1905), La nit de l'amor (1905), La lletja (1905) o El bon policia (1905). 
Serán piezas muy azotadas por la crítica, que acusará a Rusiñol de ser uno de los responsables de la decadencia en la que se ve inmerso el teatro catalán al crear obras carentes de cualquier planteamiento artístico; un teatro contrario al que los jóvenes noucentistes profesionales de la cultura se esforzaban en imponer. Para ellos, Rusiñol se había convertido en emblema de la obra mal hecha, indeliberada y falta de rigor, y les indignaba que el autor abusase de su reputación y mantuviese firme la arrogancia y la independencia del artista modernista. También criticaban duramente a Ramón Franqueza, el empresario del Teatre Romea, al que acusaban de dar a Rusiñol un trato especial y de su puro interés comercial.
Si Els punxasàrries, El bombero, L'escudellòmetro o El bon policía, eran piezas cómicas e intrascendentes, La nit de l’amor es quizás la que podría haberse salvado de las acusaciones, al ser una obra más en la línea de su gran éxito teatral L'alegria que passa, pues en ella volvía a plantearse el gran tema de su literatura, es decir, el conflicto entre la poesía y la prosa. No obstante, las concesiones al público quitaban a la obra cualquier rasgo sugestivo o simbólico y la convertían en un producto extraño y ambiguo. Esto es debido básicamente a la imposibilidad, a pesar de los esfuerzos del dramaturgo, de mantener su imagen refinada e innovadora, y al mismo tiempo gozar del beneplácito del gran público.
Por su parte, La lletja sólo consiguió que la crítica se posicionara aún más en su contra, además de durar pocos días en cartelera por los alborotos que se producían en el teatro. En ella Rusiñol volvía a tocar el tema de la marginación como ya había hecho en Llibertat!. La trama gira en torno a Joana, una joven que sufre abusos e injusticias por parte de su familia, su prometido y la sociedad precisamente por ser poco agraciada. Esto hará que la joven albergue un fuerte resentimiento y odio en su interior. Para vengarse se convertirá en activista política agitando el ánimo de los obreros que trabajan en la empresa familiar, animándoles que vayan a la huelga y a la revolución. En el último acto, no obstante, Joana se arrepiente y se inmola para evitar el baño de sangre. Este final provocó el rechazo del público, que vio que los ideales colectivos y las reivindicaciones se esfumaban con la muerte de la joven.
Entre tanto, en paralelo a los estrenos en la capital catalana, Rusiñol también se había introduciendo en la escena madrileña, con la traducción de algunas de sus obras principales al castellano por parte de Gregorio Martínez Sierra (1881-1947). El estreno de El místic en 1905 tuvo un gran éxito. No obstante, su aceptación por parte de la intelectualidad madrileña sufrió un proceso paralelo al catalán: primero exaltación, después recelo, y finalmente rechazo, probablemente por cuestiones políticas, pues Rusiñol se había manifestado a favor de la campaña catalanista del movimiento Solidaritat Catalana. Así, la obra La mare, que se había estrenado en 1907 con gran éxito en el Teatre Romea, estando varios meses en cartelera, contando con los mejores actores y actrices de la compañía, en Madrid fracasó estrepitosamente y Rusiñol la retiró del Teatro Princesa, pues no había afluencia de espectadores debido a la campaña de desprestigio lanzada desde la prensa de la capital.

## XarauversusXènius

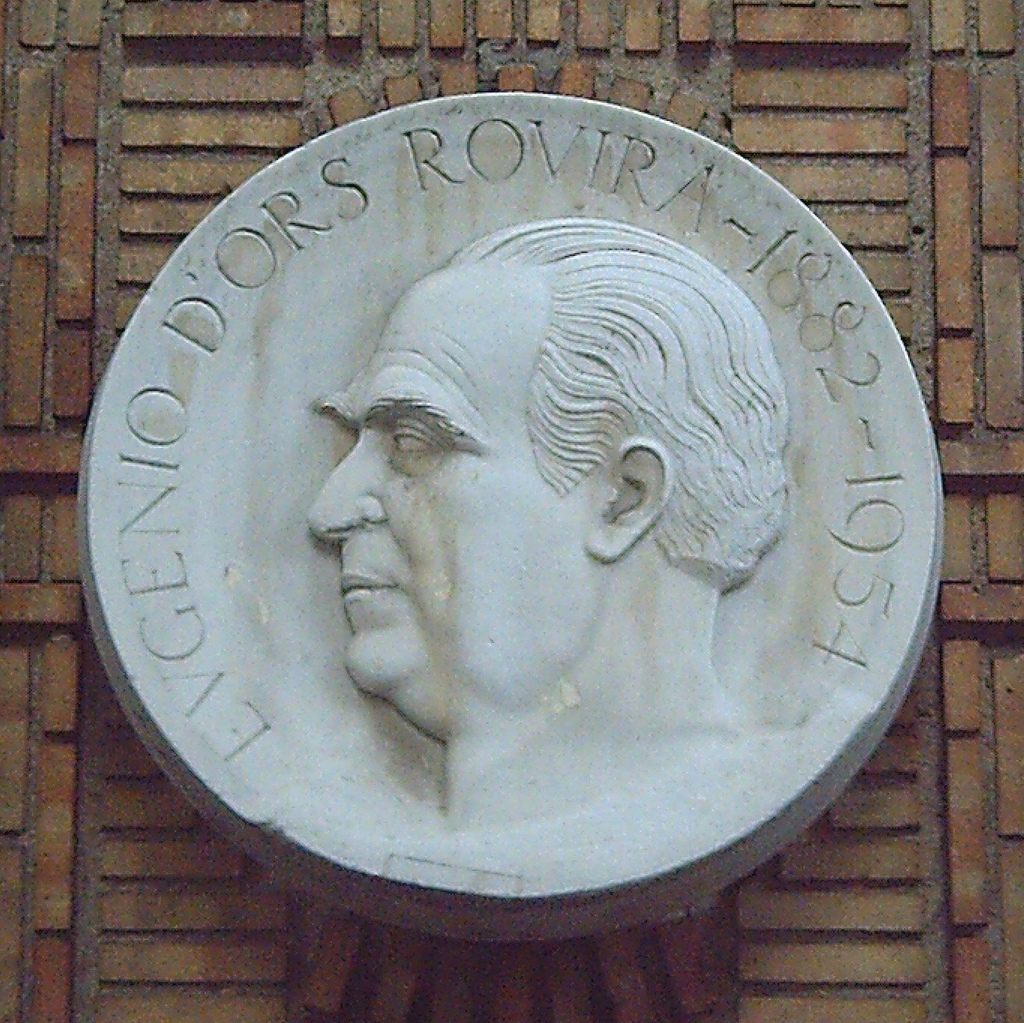
Medallón de Frederic Marès, retratando a Eugeni d'Ors.

Pese a que las críticas hacia Rusiñol desde Madrid provocaron que salieran voces en su defensa desde Cataluña, la nueva clase cultural ascendente del Noucentisme, que buscaba una regeneración artística, rechazaba cada vez con más fuerza su teatro. El líder del movimiento, Eugenio d'Ors (1881-1954), en 1906 inauguró su Glosari en La Veu de Catalunya donde firmaba como Xènius, y donde comentaba diversas cuestiones de actualidad y difundía su ideario de renovación. 
En estas glosas acusaba el teatro como un género menor e infantil, y a Rusiñol de ser un autor del pasado que impedía la modernización de la escena catalana. Frente a estos ataques que querían condenarle al ostracismo, Rusiñol, que contaba ya con 47 años, se inventó una máscara. Adoptó el pseudónimo de Xarau, con el que comenzó a firmar en L'Esquella de la Torratxa unos glosarios tan encarnizados como los de Xènius, en los que parodiaba las glosas doctrinarias del líder del noucentisme. Detrás de este personaje y de sus reflexiones “políticamente incorrectas” sobre el arte, la cultura y el mundo moderno en general, se escondería Rusiñol durante casi veinte años (1907-1925), en los que llegaría a publicar casi novecientas glosas hasta la caída del movimiento que había tratado de destruirle. 
Frente al teatro serio y trascendental que reivindicaba el nuevo movimiento intelectual, el alter ego de Rusiñol, Xarau, defendía el ingenio, la alegría, la ironía, la farsa, la broma y el buen humor. Para él la crisis del teatro había que buscarla en el escaso bagaje cultural del pueblo, que cada vez acudía menos a las salas, pues con tanta “tesis” y tanta “seriedad” de las obras que se defendían, se decantaba por otras alternativas más divertidas de ocio, como el deporte, el cine y los teatros del Paralelo. La superación de la crisis pasaba, por tanto, por educar al público, cuya deficiencia cultural se hacía patente en el hecho de que no se demandaran artistas, escritores, autores dramáticos y teatros, prueba irrefutable de normalidad cultural de un pueblo. Y esta regeneración del público y superación de la crisis no dependía únicamente del retorno al teatro en verso y la depuración del género menospreciando las demás tradiciones dramáticas, como abogaban los noucentistes sino de la coexistencia de todas. Con esto, Rusiñol reivindicaba el teatro que él realizaba, de carácter más comercial y de diversión, cuyo monopolio tenía en esos momentos los espectáculos en castellano de las salas del Paralelo. Esta reflexión del teatro la recogería en su texto El teatre per dins(1910).
Con el estreno de La intel·lectual en enero de 1909, la campaña antirusiñoliana se hizo más cruda, considerando la obra de primitiva e inaceptable. La pieza, que seguía la misma línea que el monólogo La feminista (1903), tenía la misión de denunciar la hipocresía y falsedad de determinados comportamientos humanos a través de la ridiculización de la protagonista, una mujer con pretensiones de intelectual. La obra se leyó como una crítica contra el discurso culturalista del noucentisme, machista y de mal gusto.
Rusiñol, decidido a sacar de la crisis a la escena catalana a través de la risa, optó de manera prácticamente exclusiva por la farsa, el sainete y las obras satíricas. En los años que van de 1914 a 1917 estrenó El triomf de la carn, L’homenatge, La lepra, L’envelat de baix, El senyor Josep falta la dona y La dona del senyor Josep falta a l’home y A ca l’antiquari, entre otros espectáculos, buscando atraer al teatro al gran público, pues era la única manera de pervivencia de un teatro catalán profesional.
Sin embargo, el gran éxito que consagraría a Rusiñol en un mito, le vino en 1917, con el estreno de L'auca del senyor Esteve.

## L'Auca del senyor Esteve

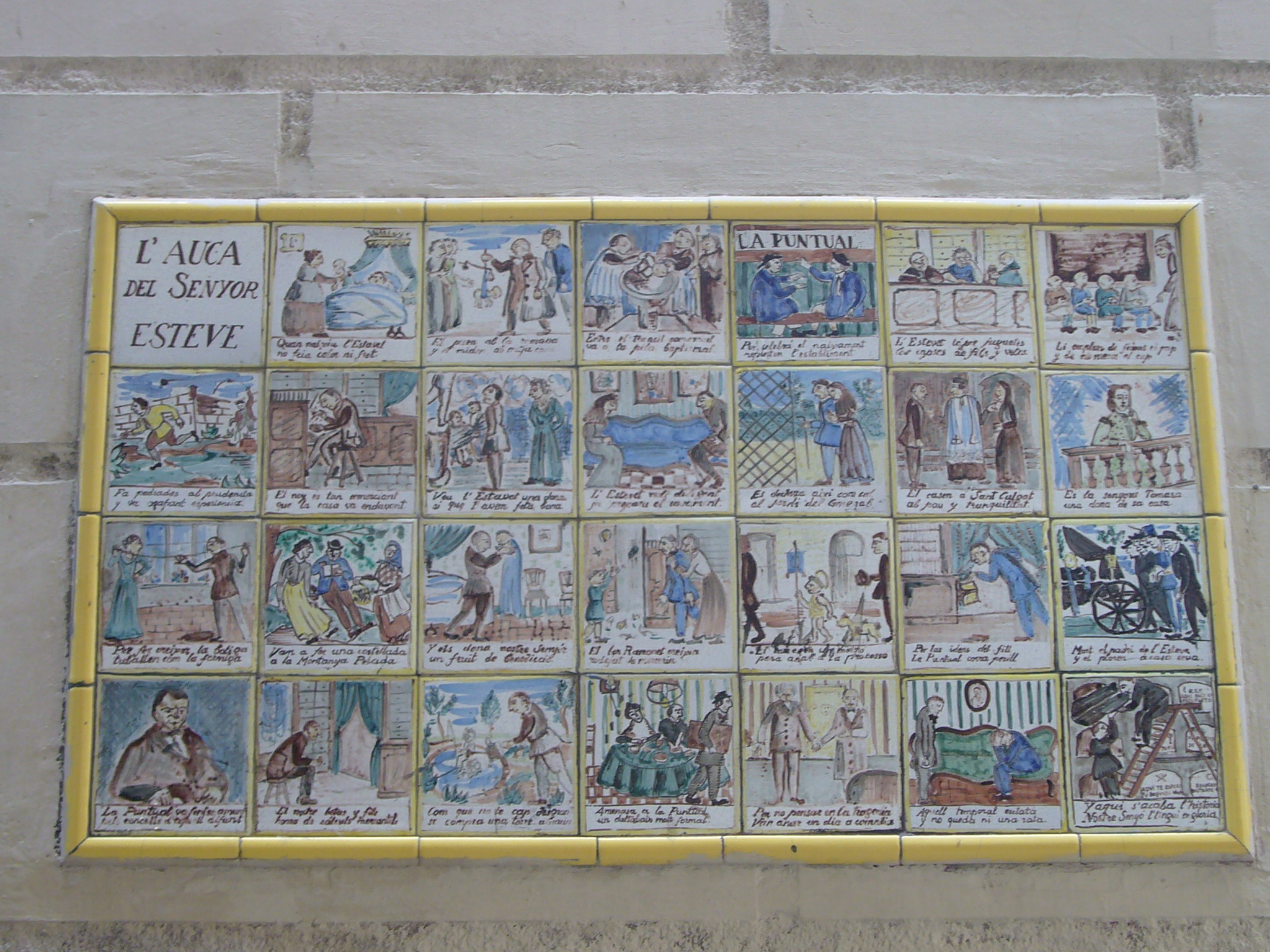
Azulejos de L'Auca del Senyor Esteve de Santiago Rusiñol en la calle Petritxol (Barcelona)

L'auca del senyor Esteve, comedia en cinco actos y diez cuadros y obra cumbre de Rusiñol, es la adaptación teatral de una novela del mismo título publicada en 1907 con ilustraciones de Ramón Casas (1866-1932) y pareados de Gabriel Alomar (1873-1941). Rusiñol hubo de esperar hasta 1917 para que el espectáculo pudiera ver la luz en la escena, pues previamente había sido rechazado por el Sindicat d’Autors dramàtics catalans por problemas de presupuesto.  
Se estrenó en el Teatre Victòria del Paralelo, con actores de la talla de Margarita Xirgu (1888-1969), Emili Vendrell (1893-1962), Marcos Redondo (1893-1976), etc. La escenografía corrió a cargo de los tres escenógrafos más conocidos en aquel momento: Oleguer Junyent (1876-1956) (barrio de Santa Maria y alcoba donde se produce la escena de la hucha), Maurici Vilumara i Virgili (1848-1930) (el Jardín del General y el interior de “La puntual”) y Salvador Alarma (1870-1941) (la montaña Pelada y el interior de la fonda donde se celebra el banquete de bodas). El vestuario también lo creó Oleguer Junyent y los figurines que diseñó fueron exhibidos en las Galeries Laietanes. 
El argumento gira en torno al señor Esteve, propietario del próspero negocio familiar, la tienda de mercería "La Puntual". Todo transcurre con normalidad hasta que su hijo Ramonet, relevo generacional, se niega a continuar con la empresa porque quiere ser artista. Esteve se convertirá en arquetipo de la pequeña burguesía barcelonesa -hoy en día incluso se utiliza la expresión “es un señor Esteve” para referirse a alguien que es gris, pragmático, materialista, prosaico, tacaño, calculador y conservador.
L’Auca supuso el colofón del gran tema de su obra dramática y de su propia biografía: la relación del artista con la burguesía, su manera distinta de entender el mundo, de pensar y de actuar. Es un monumento a la Barcelona ochocentista con el que Rusiñol retrata la ciudad de su infancia y juventud, así como las relaciones con su abuelo, Jaime Rusiñol, en quien estaría inspirado el arquetípico señor Esteve.

La obra tuvo un éxito rotundo, tanto de crítica como de público heterogéneo que se reconocía en los personajes o identificaba a sus antepasados inmediatos, al mismo tiempo que disfrutaba de una Barcelona mitificada que todavía conservaba en la memoria y que iba desapareciendo. Con ella Rusiñol recuperó su posición como referente de la escena catalana tras los años de marginación a la que le había sometido el noucentisme, que se hundiría definitivamente con el golpe de Estado de Primo de Rivera, y además se convirtió en un mito en el que ya no quedaron claras las fronteras entre realidad y ficción.

### Versiones deL’Auca
Posteriormente se han llevado a cabo otras versiones de L'auca. Destacan las adaptaciones cinematográficas de la pieza, como la versión muda de Lluc Argilés, en 1923, adaptada por Adrià Gual (1872-1943) y con Enrique Borrás (1863-1957) como actor principal, y la versión sonora de Edgar Neville (1899-1967), en 1947, en castellano. En la escena destacan las reposiciones del Romea, de la temporada de 1966/67, dirigida por Ricard Salvat (1934-2009), o la versión de Pere Planella (1948), que cerró la temporada del Festival Grec de 1984 con un montaje espectacular. Pero por encima de todas, destaca la versión que realizó en 1997 Adolfo Marsillach (1928-2002) inaugurando con ella la Sala Gran del Teatre Nacional de Catalunya con un reparto de lujo que contó con Francesc Corella, Mónica López, Jordi Banacolocha, Imma Colomer, Marta Calvó, etc. La reposición más actual es la del año 2010 en el Teatre Nacional montada por Carmen Portaceli, que ambienta la obra en pleno franquismo.
El 10 de enero de 1926 se celebró en Sitges un homenaje a Rusiñol por toda su trayectoria, así como por su personalidad única, que le mantuvo siempre al margen de escuelas sin perder nunca el favor del gran público. A partir de ese momento y hasta su muerte en Aranjuez en 1931, los actos consagrados a su persona no dejaron de celebrarse. En 1947 se editaron las Obres completes. Tras su fallecimiento la popularidad de Rusiñol se mantuvo viva. Sus obras dramáticas se fueron reeditando, incluso durante el franquismo, y continúan formando parte del repertorio de los teatros con reposiciones frecuentes de sus títulos más emblemáticos.

## Relación de obras teatrales
- L’home de l’orgue. Monólogo (1890)
- El sarau de llotja. Monólogo (1891)
- L’alegria que passa. Cuadro lírico en un acto (1898)
- El jardí abandonat. Cuadro poemático en un acto. Decorado con música de Joan Gay (1900)
- Llibertat!. Comedia en tres actos (1901)
- Els Jocs Florals de Canprosa (1902)
- El malalt crònic. Comedia en un acto (1902)
- El poble gris (1903)
- L’Hèroe. Drama en tres actos (1903)
- El pati blau. Idilio dramático en dos actos (1903)
- Feminista. Monólogo (1903)
- El sarau de Llotja. Monólogo (1903)
- El bon caçador. Monólogo (1903)
- El prestidigitador. Monólogo (1903)
- El místic. Drama en cuatro actos (1904)
- El bomber (1904)
- El punxasàrries. Sainete en un acto (1904)
- La nit de l’amor (1905)
- La lletja. Obra en tres actos (1905)
- L’escudellòmetre. Monólogo (1905)
- El bon policia. Obra cómica en dos actos i cinco cuadros (1905)
- Els planys de Joan Garí (1906)
- En “Barba-Azul”. Monólogo (1906)
- La cançó de sempre. Diálogo dramático (1906)
- La bona gent. Obra en cuatro actos (1906)
- L’home de sa casa (1906)
- Cigales i formigues. Cuadro lírico en un acto (1907)
- La “Merienda” fraternal. Obra en un acto (1907)
- La primera carta. Monólogo (1907)
- La mare. Obra en cuatro actos (1907)
- Els savis de Vilatrista. Obra en tres actos. Escrita en colaboración con Gregorio Martínez Sierra (1907)
- La llei de l’herència. Farsa en tres actos (1908)
- L’hereu escampa (1908)
- La intel.lectual. Comedia en tres actos (1909)
- Un bon home. Monólogo (1909)
- Aucells de pas. Drama en tres actos (1909)
- El redemptor (1910)
- Dol d’alivio. Farsa en un acto (1910)
- Cors de dona. Drama en tres actos. Escrita en colaboración con Gregorio Martínez Sierra (1910)
- El titella pròdig. Comedia de en un acto i cuatro cuadros (1911)
- El daltabaix. Comedia en cuatro actos, adaptada por Santiago Rusiñol a partir del original de G. de Laferrère, “Las del barranco” (1911)
- El despatriat. Comedia en tres actos (1912)
- El pintor de miracles. Sainete en un acto (1912)
- El triomf de la carn. Cuadro de costumbres vegetarianas (1912)
- La Verge del Mar. Cuadro poemático en un acto (1912)
- L’envelat de baix. Sainete en un acto (1914)
- L’homenatge. Sainete en un acto (1914)
- La lepra. Sainete en un acto (1914)
- L’arma. Obra guiñolesca en un acto dividido en dos cuadros. Escrita conjuntamente con Josep Burgas (1914)
- El senyor Josep falta a la dona [Firmada con el pseudónimo de Jordi de Peracamps] (1915)
- La dona falta al senyor Josep [Firmada con el pseudónimo de Jordi de Peracamps](1915)
- El pobre viudo. Farsa en tres actos (1916)
- Els nàufregs. Drama en tres actos (1917)
- A ca l’antiquari. Sainete en un acto (1917)
- Gente bien. Sainete en un acto (1917)
- L’auca del Senyor Esteve. Comedia en cinco actos y diez cuadros (1917)
- En Josepet de Sant Celoni. Comedia picaresca en cinco actos y diez cuadros. Escrita en colaboración con Rodríguez-Grahit (1918)
- L’acaparador. Pieza satírica en un acto (1918)
- La casa del arte. Pieza en un acto (1918)
- “Souper-tango”. Obra satírica en un acto (1918)
- Bataneros en comandita. Sainete de costumbres financieras en un acto (1918)
- El català de La Mancha. Tragicomèda con cuatro actos i vuit Cuadros (1919)
- La minyona suïcida. Monólogo (1920)
- Chauffeur… al Palace! (1924)
- Tenoriades. Obra en un acto (1924)
- El casament de conveniència. Comedia en tres actos (1925)
- Les dues filles. Comedia en un acto (1928)
- Els analfabets. Comedia en dos actos y tres cuadros (1928)
- Miss Barceloneta. Comedia en tres actos (1930)
- Graziela. Comedia dramática. Escrita conjuntamente con Josep Burgas (1936)